# Harichovce
Harichovce é um município da Eslováquia, situado no distrito de Spišská Nová Ves, na região de Košice. Tem 10,8 km² de área e sua população em 2018 foi estimada em 1.858 habitantes.

## Demografia
| Ano:        | 1994 | 2004    | 2014   | 2024   |
| ----------- | ---- | ------- | ------ | ------ |
| Broj ljudi: | 1540 | 1723    | 1861   | 1891   |
| Razlika:    |      | +11,88% | +8,00% | +1,61% |

| Ano:               | 2023 | 2024   |
| ------------------ | ---- | ------ |
| Número de pessoas: | 1858 | 1891   |
| Diferença:         |      | +1,77% |